# Petite rivière Bellevue
Petite rivière Bellevue är ett vattendrag i Kanada.   Det ligger i provinsen Québec, i den sydöstra delen av landet, 210 km öster om huvudstaden Ottawa.
Trakten runt Petite rivière Bellevue består till största delen av jordbruksmark. Runt Petite rivière Bellevue är det glesbefolkat, med 10 invånare per kvadratkilometer.